# Indascia
Indascia là một chi ruồi trong họ Syrphidae.